# Jo Inge Berget
Jo Inge Berget (ur. 11 września 1990 w Oslo) – norweski piłkarz występujący na pozycji napastnika. Zawodnik klubu Malmö FF.

## Kariera klubowa
Berget karierę rozpoczynał w 2007 roku w Lyn Fotball, grającym w Tippeligaen. W lidze tej zadebiutował 23 września 2007 roku w przegranym 1:2 pojedynku z Tromsø IL. W barwach Lyn wystąpił pięć razy. W 2008 roku przeszedł do włoskiego Udinese Calcio. W jego barwach nie rozegrał jednak żadnego spotkania. W 2009 roku został wypożyczony do Lyn Fotball. 5 kwietnia 2009 roku w wygranym 2:0 meczu z FK Bodø/Glimt strzelił pierwszego gola w Tippeligaen.
W 2010 roku Berget został wypożyczony z Udinense do Strømsgodset IF (Tippeligaen). W tym samym roku zdobył z nim Puchar Norwegii. W Strømsgodset spędził półtora sezonu. W połowie 2011 roku podpisał kontrakt z Molde FK (Tippeligaen). Zadebiutował tam 22 sierpnia 2011 roku w wygranym 1:0 spotkaniu z Lillestrøm SK. W tym samym roku wraz z Molde zdobył mistrzostwo Norwegii.
24 stycznia 2014 roku został zawodnikiem Cardiff City. Latem 2014 został wypożyczony do Celtiku. W 2015 przeszedł do Malmö FF, z którym dwukrotnie zdobył mistrzostwo Szwecji (2016, 2017).
W 2018 roku odszedł do amerykańskiego New York City. Po zaledwie rocznym pobycie klub i zawodnik doszli do porozumienia w kwestii rozwiązania umowy.
W marcu 2019 roku poinformowano, że Berget wrócił do Malmö FF.

## Kariera reprezentacyjna
W reprezentacji Norwegii Berget zadebiutował 18 stycznia 2012 w wygranym 1:0 meczu Pucharu Króla Tajlandii z Tajlandią.